# Gustav Adolph Ackermann
Gustav Adolph Ackermann (* 16. Januar 1791 in Auerbach/Vogtl.; † 19. Februar 1872 in Dresden) war ein deutscher Verwaltungsjurist.

## Leben
Er war der Sohn des Auerbacher Oberpfarrers Wilhelm Ackermann, wurde zunächst Ratskonsulent und von 1814 bis 1835 Gerichtsinspektor in Elsterberg. 1835 folgte er dem Ruf als Gerichtsdirektor nach Dresden, wo er zum kgl.-sächs. Appellationsrat ernannt wurde. Bekannt wurde Ackermann durch seine mehrfach aufgelegten Publikationen über sächsische Stiftungen, Anstalten und Vereine sowie Orden und Ehrenzeichen. Ab 1849 erschienen seine mehrbändigen Rechtssätze aus Erkenntnissen und Verordnungen der obersten Justiz-, Spruch- und Verwaltungsbehörden des Königreichs Sachsen.

## Schriften (Auswahl)
- Der Instanzenzug und die Rechtsmittel nach Königlich Sächsischem Processrechte mit Berücksichtigung der bundesgesetzlichen Bestimmungen und Einrichtungen übersichtlich zusammengestellt. 1843.
- Systematische Zusammenstellung der im Königreiche Sachsen bestehenden frommen und milden Stiftungen, wohlthätigen Anstalten und gemeinnützigen Vereine. Teubner, Leipzig 1845.
- Beleuchtung der Erörterung der Frage über Statthaftigkeit des geheimen Untersuchungsverfahrens in Beziehung auf den Dresdner Aufstand. 1850.
- Systematische Zusammenstellung der im Königreiche Sachsen bestehenden frommen und milden Stiftungen, wohltätigen Anstalten und gemeinnützigen Vereine. Teubner, Leipzig 1851.
- Repertorium für Sächsische Juristen. 1852.
- Ordensbuch sämtlicher in Europa blühender und erloschener Orden und Ehrenzeichen. Annaberg 1855. Reprint: Offenbach am Main 1997.
- Die Königlich Sächsische Gesindeordnung, nebst der dazu gehörigen Polizeiverordnung vom 10. Januar 1835, nach den Quellen entwickelt und erläutert. 1868.
- Entscheidungen zum bürgerlichen Gesetzbuch für das Kgr. Sachsen aus den Jahren 1865, 66, 67. 1868.
- Neues Repertorium für Sächsische Juristen auf die Jahre 1852–69. 1871.

## Familie
Er war verheiratet mit Caroline, geb. Wagner. Zu ihren Kindern zählten Karl Gustav Ackermann und Albin Ackermann.

## Ehrungen
- Ritter des Königlich Sächsischen Albrechts-Ordens